# BoA (album)
BoA – angielski album studyjny BoA wydany przez S.M. Entertainment USA 17 marca 2009 roku.

## Lista utworów
Źródło: Discogs
1. "I Did It for Love" – 3:01
2. "Energetic" – 3:41
3. "Did Ya" – 2:59
4. "Look Who's Talking" – 3:08
5. "Eat You Up" – 3:11
6. "Obsessed" – 3:46
7. "Touched" – 3:06
8. "Scream" – 3:16
9. "Girls On Top" –3:37
10. "Dress Off" – 3:41
11. "Hypnotic Dancefloor" – 3:43

## Notowania na listach przebojów
| Kraj              | Lista (2010)            | Najwyższa pozycja |
| ----------------- | ----------------------- | ----------------- |
| Stany Zjednoczone | Billboard 200           | 127               |
| Stany Zjednoczone | Top Heatseekers         | 3                 |
| Stany Zjednoczone | Dance/Electronic Albums | 5                 |
| Stany Zjednoczone | Independent Albums      | 16                |